# Садовый (Степновский район)
Садо́вый — хутор в Степновском районе (муниципальном округе) Ставропольского края России.
До 16 марта 2020 года входил в состав муниципального образования «Сельское поселение Варениковский сельсовет».

## География
Расстояние до краевого центра: 206 км.
Расстояние до районного центра: 19 км.

## История
Рейнфельд/Reinfeld, в сов. период — Орджоникидзевский край, Степновский (Соломенский)/Архангельский/Воронцово-Александровский р-н (в наст. время — х. Садовый, Ставропольский край, Степновский р-н). Нем. село. Основано в 1923 году:46. С.-х. коопер. тов- во, нач. школа (1926).
Постановлением Президиума ВЦИК от 26 марта 1926 года колония Рейнфельд была передана из Архангельского района в состав Степновского района.
Указом Президиума Верховного Совета РСФСР от 10 августа 1949 года Рейнфельд переименована в село Садовое.

## Население
| 1925 | 1926 | 1989 | 2002 | 2010 | 2014 | 2021 |
| ---- | ---- | ---- | ---- | ---- | ---- | ---- |
| 193  | ↗223 | ↘174 | ↘138 | ↘73  | ↗100 | ↘41  |

Национальный состав
В 1926 году все немцы.
По данным переписи 2002 года, 62 % населения — даргинцы.

## Кладбище
В границах хутора расположено кладбище.